# Jönstjärnen, Jämtland
Jönstjärnen är en sjö i Bräcke kommun i Jämtland och ingår i Ljungans huvudavrinningsområde.